# Pepsinae
Pepsinae es una subfamilia de insectos de la familia Pompilidae o avispas de las arañas. Esta familia incluye a las avispas caza tarántulas así como otras especie más pequeñas.

## Biología
Una avispa araña hembra generalmente captura y pica a una araña para paralizarla; Esto es para que sus larvas se alimenten. Sin embargo, las avispas de esta subfamilia muestran una serie de comportamientos de anidación:
- uso de cavidades preexistentes;
- utilizando la madriguera de la araña inmovilizada;
- cavar una madriguera en la tierra;
- construcción de nidos de barro;
- parasitoides y cleptoparásitos.[2]

Pepsinae se puede definir por:
- esternita 2 con un surco transversal distintivo;
- mesofemur y metafémur sin setas subapicales en
- forma de espinas colocadas en surcos o fosas;
- la metatibia con setas apicales en forma de espina de longitud uniforme, las setas no separadas;
- La vena Cu1 del ala anterior es simple en su base, sin ninguna deflexión definida hacia abajo, es decir, la segunda celda discal (2D) no tiene un 'bolsillo'.[2][3]

## Taxonomía

### Géneros
La subfamilia Pepsinae incluye los siguientes géneros:, hay 84 géneros, hay 16 generos de Ageniellini, 7 géneros de Deuterageniini, 48 generos de Pepsini, 11 géneros de Priocnemini, 1 genero de Psoropempulini y 4 géneros de tribu Incertae sedis 

### TribuAgeniellini

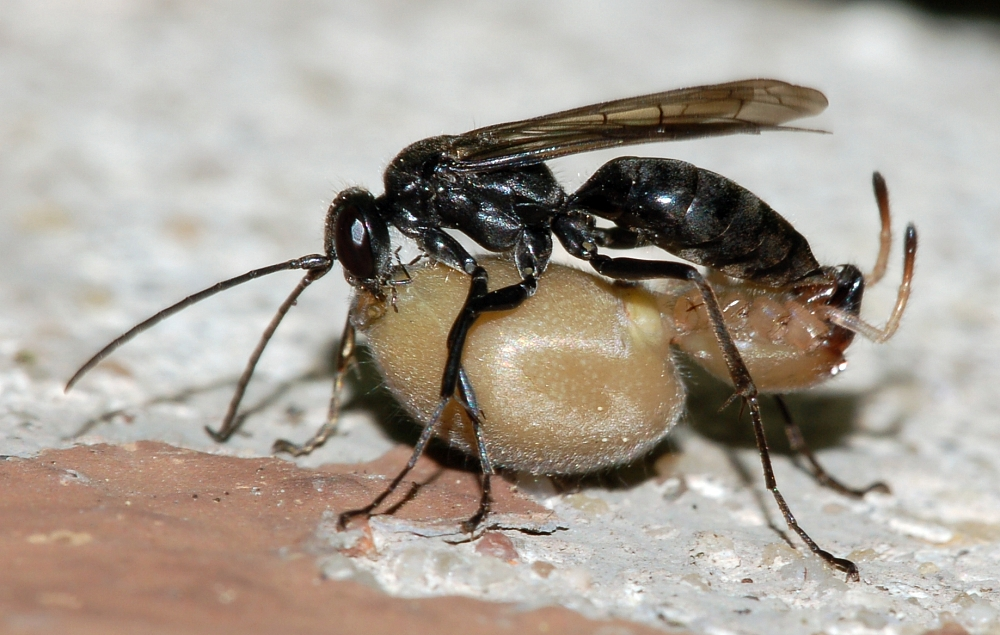
Auplopus carbonarius con su presa

- Ageniella Banks, 1912
- Atopagenia Wasbauer, 1987
- Auplopus Spinola, 1841
- Cyemagenia Arnold, 1946
- Dichragenia Haupt, 1950
- Dimorphagenia Evans, 1973
- Eragenia Banks, 1946
- Machaerothrix Haupt, 1938
- Macromerella Banks, 1934
- Macromeris Lepeletier, 1831
- Mystacagenia Evans, 1973
- Paragenia Bingham, 1896
- Phanagenia Banks, 1933
- Phanochilus  Banks, 1944
- Poecilagenia Haupt, 1926
- Priocnemella Banks, 1925

### TribuDeuterageniini
- Deuteragenia Šustera, 1912
- Dipogon Fox, 1897
- Kuriloagenia Loktionov & Lelej, 2014
- Myrmecodipogon Ishikawa, 1965
- Nipponodipogon Ishikawa, 1965
- Stigmatodipogon Ishikawa, 1965
- Winnemanella Krombein, 1962

### TribuPepsini

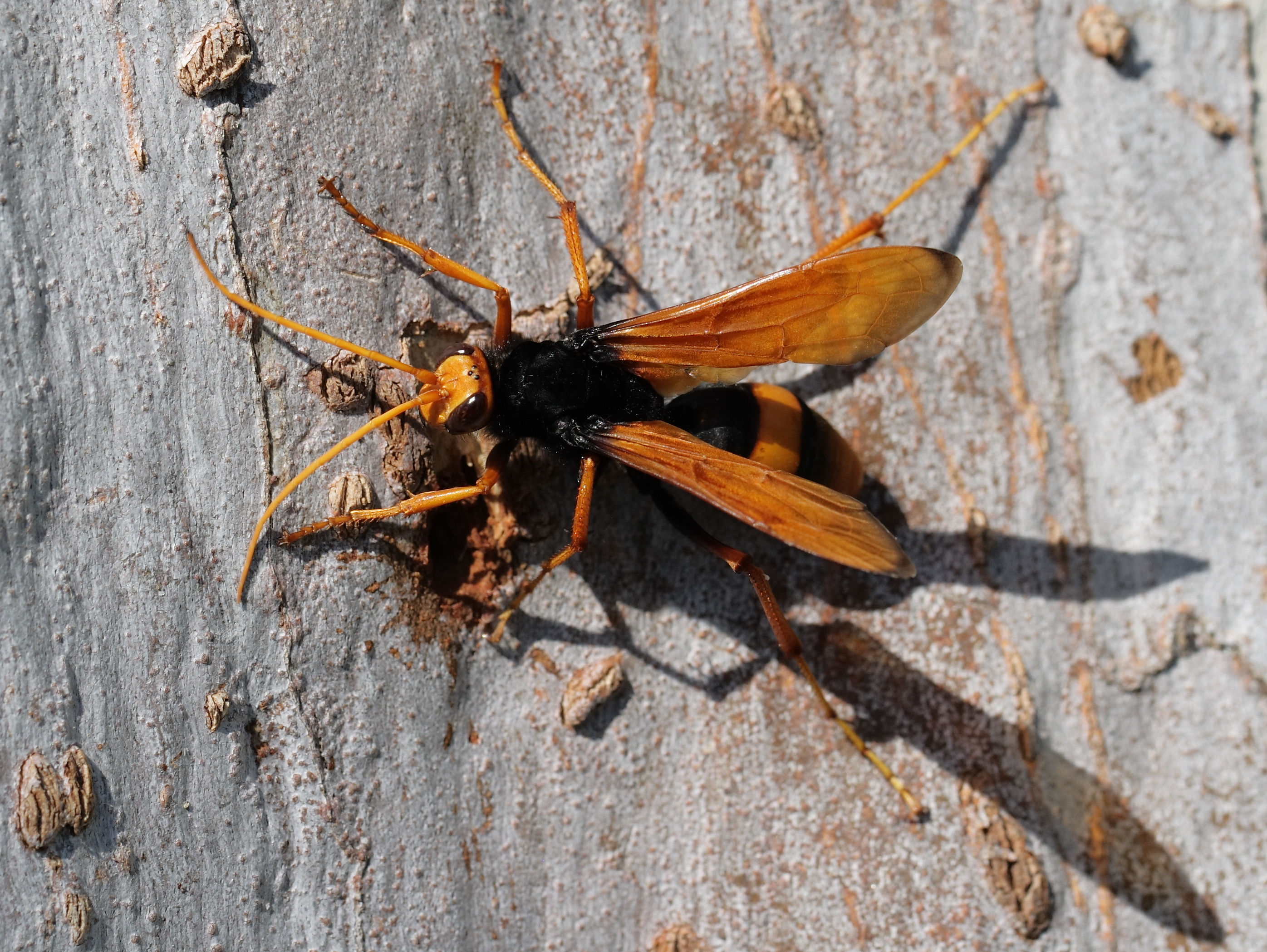
avispa tarantula naranja Cryptocheilus bicolor (o Heterodontonyx bicolor)

- Abernessia Arlé, 1947
- Adirostes Banks, 1946
- Aimatocare Roig-Alsina, 1989
- Allaporus Banks, 1933
- Alococurgus Haupt, 1937
- Anacyphonyx Banks, 1946
- Austrosalius Turner, 1917
- Calopompilus Ashmead, 1900
- Chirodamus Haliday, 1837
- Chrysagenia Haupt, 1941
- Cordyloscelis Arnold, 1935
- Cryptocheilus Panzer, 1806
- Cyphononyx Dahlbom, 1845
- Dentagenia Haupt, 1933
- Derochorses Banks, 1941
- Dinosalius Banks, 1934
- Diplonyx de Saussure, 1887
- Dolichocurgus Haupt, 1937
- Entypus Dahlbom, 1843
- Epipompilus Kohl, 1884[21]
- Eremocurgus Haupt, 1937
- Formosacesa Koçak et Kemal, 2008
- Hemipepsis Dahlbom, 1844
- Herbstellus Wahis, 2002
- Heterodontonyx Haupt, 1935[22]
- Hormopogonius Arnold,1934
- Hypoferreola Ashmead, 1902
- Iridomimus Evans, 1970
- Java Pate, 1946
- Lepidocnemis Haupt, 1930
- Leptodialepis Haupt, 1929
- Melanagenia Wahis, 2009
- Micragenia Haupt, 1926
- Microcurgus Haupt, 1937
- Minagenia Banks, 1934
- Mygnimia Shuckard, 1840
- Ochragenia Haupt, 1959
- Pachycurgus Haupt, 1937
- Paraclavelia Haupt, 1930
- Pepsis Fabricius, 1804
- Plagicurgus Roig-Alsina, 1982
- Pompilocalus Roig-Alsina, 1989
- Poecilocurgus Haupt, 1937
- Schistompilus Tsuneki,1988
- Schistonyx Saussure, 1887
- Spuridiophorus Arnold, 1934
- Trachyglyptus Arnold, 1934
- Xenocurgus  Haupt, 1937

### TribuPriocnemini
- Caliadurgus Pate, 1946
- Claveliocnemis Wolf, 1968
- Clistoderes Banks, 1934
- Ctenopriocnemis Ishikawa, 1962
- Eopompilus Gussakovskij, 1932
- Eopriocnemis Loktionov & Lelej, 2019
- Malloscelis Haupt, 1935
- Platydialepis Haupt, 1941
- Priocnemis Schiødte, 1837
- Priocnessus Banks, 1925
- Sphictostethus Kohl, 1884

### TribuPsoropempulini
- Psoropempula Evans, 1974

### Incertae sedis
- Aberropompilus Shimizu & Wahis, 2016[17]
- Guichardia Arnold, 1951
- Pseudagenia Kohl, 1884
- Xenopepsis Arnold, 1932